# Abbaye Sainte-Marie d'York
Pour les articles homonymes, voir Abbaye Sainte-Marie.
L’abbaye Sainte-Marie d’York est une ancienne abbaye de l’Ordre bénédictin, datée du XIe siècle, située dans la ville britannique d’York, dans le comté anglais du Yorkshire du Nord. Ses ruines se trouvent dans les jardins du Museum d’York.

## Historique

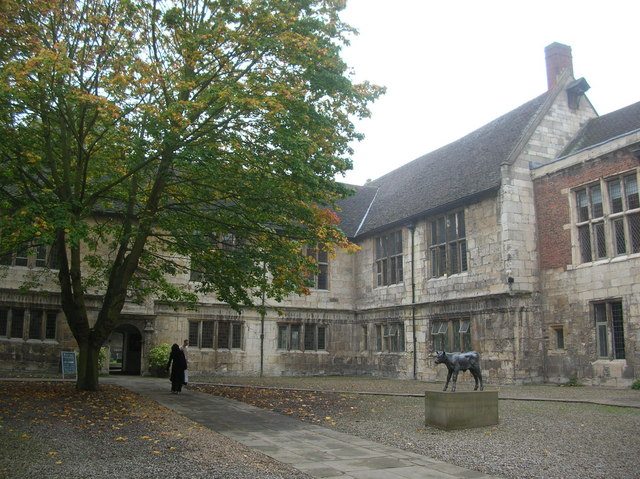
Le King's Manor, à l'est du bâtiment.

L’abbaye a été fondée une première fois en 1055, et dédiée au roi norvégien saint Olaf. Elle est refondée par Alain le Roux en 1088, qui pose la première pierre d’une église de style normand, dont il ne reste rien,. En 1132, à la suite d'une dispute et d'émeutes, un groupe de moines réformistes établissent l’abbaye cistercienne de Fountains. L’abbaye est reconstruite[pourquoi ?] entre 1271 et 1294, et les ruines actuelles datent de cette période. Elle devient le plus riche établissement de l’ordre de Saint-Benoît dans le Nord de l’Angleterre ; son abbé est présenté comme l’ennemi de Robin des Bois dans différentes ballades.
En 1539, lors de la dissolution des monastères par Henri VIII, les bâtiments sont en grande partie détruits. Il reste aujourd’hui, en plus des ruines de l’abbatiale, les murs d’enceinte nord et ouest, l’hospice des pèlerins au sud-est, et le « manoir du Roi (en) » (King's Manor) à l’est, bâtiment qu’habitait l’abbé, aujourd’hui classé grade I. La partie de l’enceinte conservée comprend entre autres la porte de l’Ouest et la tour Sainte-Marie au coin nord-ouest.

### Ruines de l’abbatiale

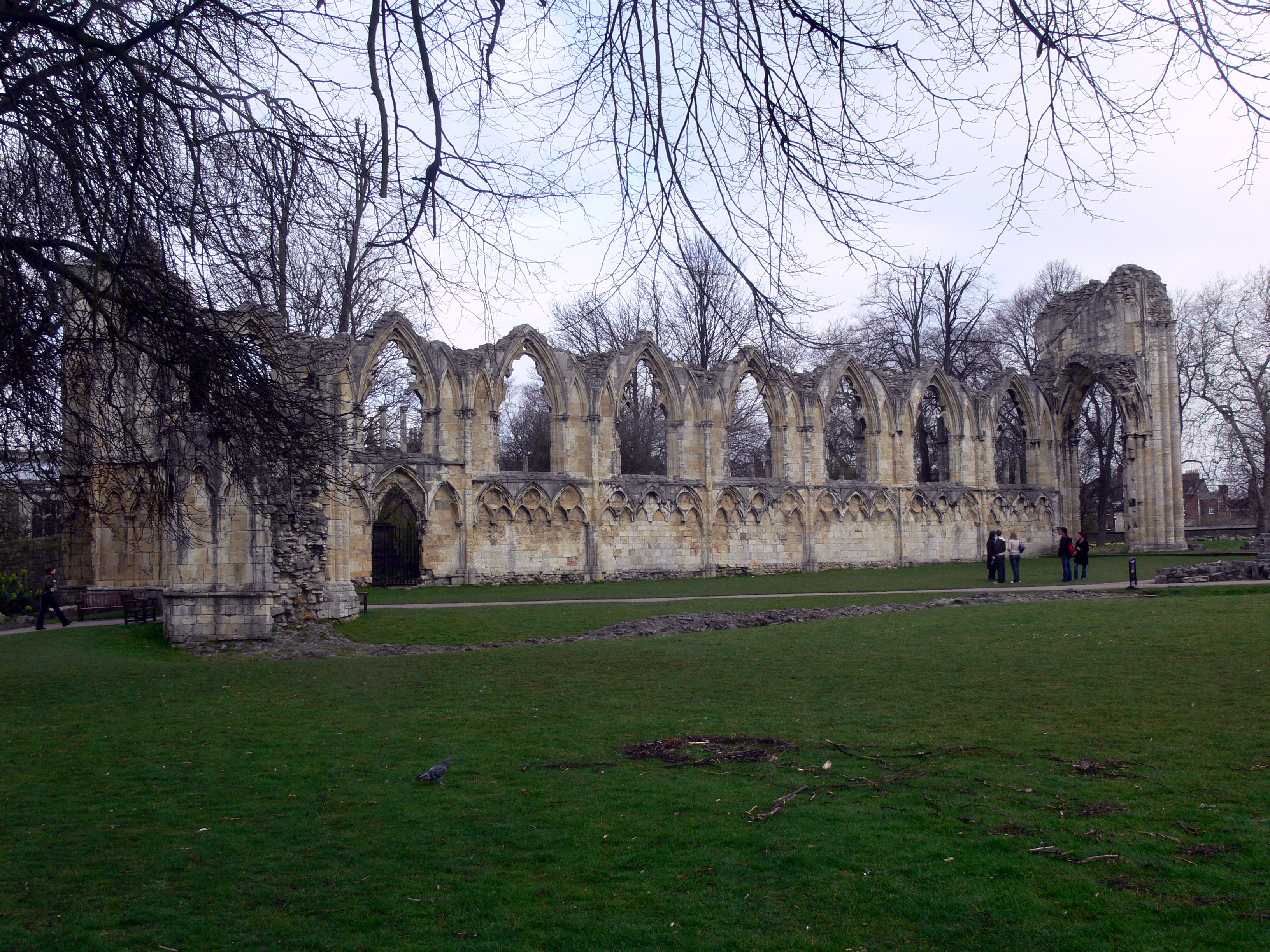
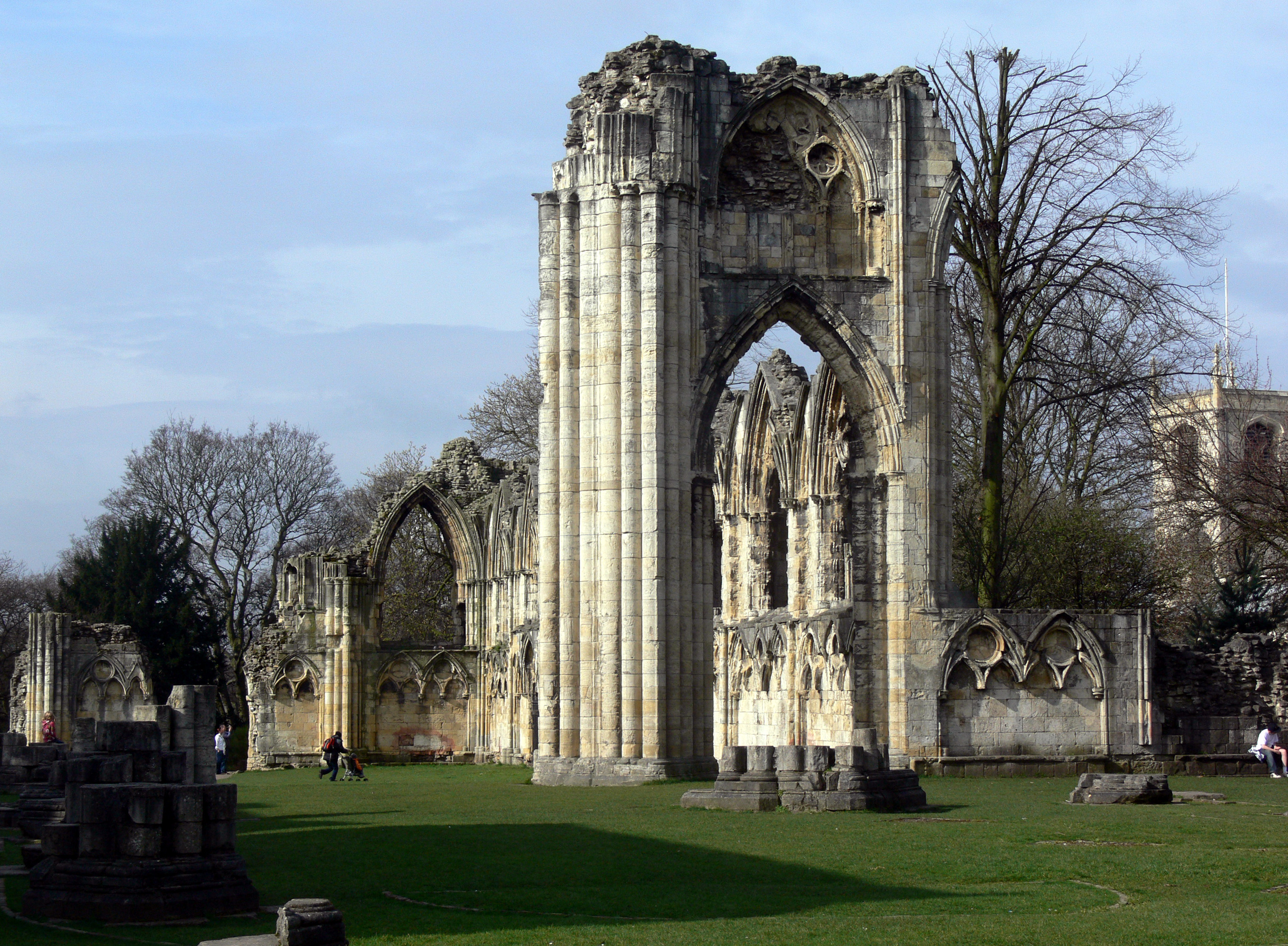

### Hospice des pèlerins

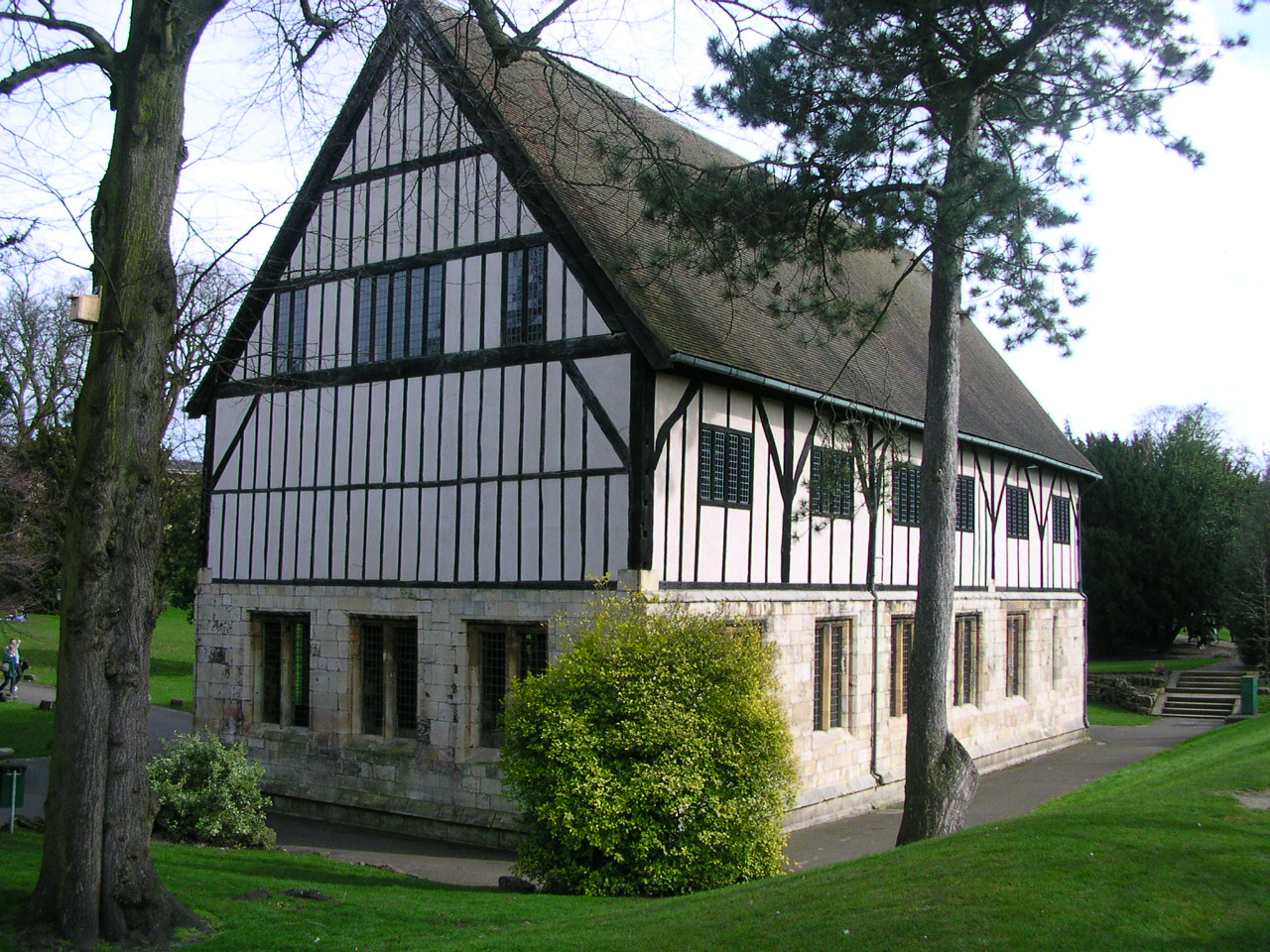
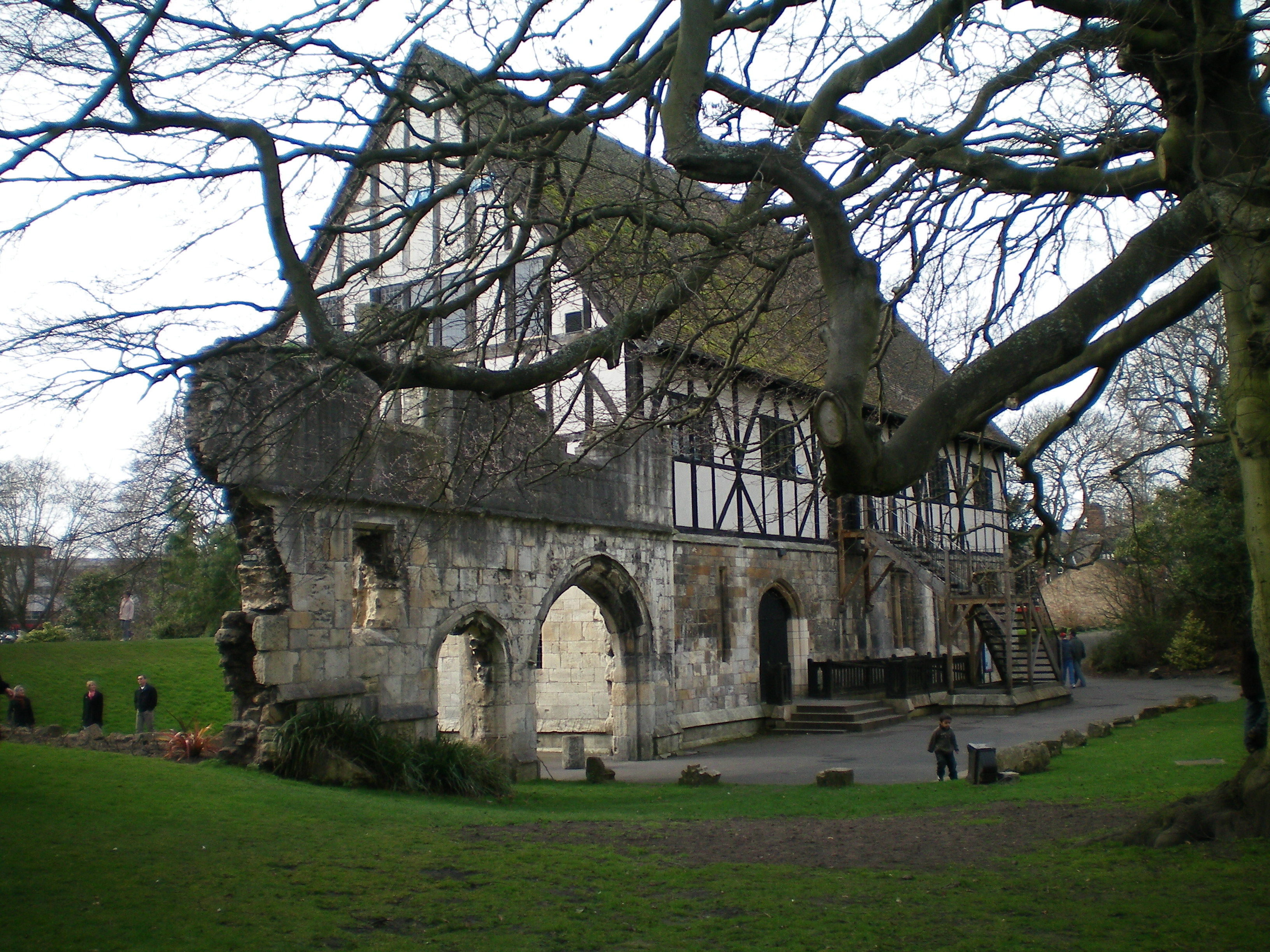

### Source
- (en) Cet article est partiellement ou en totalité issu de l’article de Wikipédia en anglais intitulé « St Mary's Abbey, York » (voir la liste des auteurs).